# Арманд Леві
Арманд Леві (фр. Armand Lévy; 14 листопада 1795 — 29 липня 1841) — французький математик і мінералог.

## Життя
Арман Леві вивчав математику, отримавши в 1816 році Агреже (від фр. agrege — прийнятий у товариство) — науковий ступінь на право викладання в середньому навчальному закладі (ліцеї), а також в університетах на природничо-наукових, гуманітарних факультетах. Оселився в Лондоні, де в 1820 році зустрів мінерального дилера Генрі Геленда, який попросив його класифікувати свою колекцію мінералів. У 1827 році Леві вирушив до Бельгії, щоб контролювати друк своєї книги. Потім став професором в Університеті Льєжа. Пізніше повернувся до Франції і викладав математику в École Normale Supérieure у Парижі.
 
Арманд Леві помер від розриву аневризми у 45 років.
Арманд Леві описав багато мінеральних видів, на його честь названо мінерал левін.